# Augusto Jandolo
Augusto Jandolo (Roma, 25 maggio 1873 – Roma, 11 gennaio 1952) è stato un antiquario, poeta e scrittore italiano.
Poeta romanesco, romanista, scrisse romanzi, saggi e commedie in dialetto e in lingua.

## Biografia
Nato a Roma nel 1873, dopo una giovanile esperienza di attore nella compagnia di Eleonora Duse, si dedicò professionalmente all'antiquariato. Zio di Paolo Stoppa, verso la metà degli anni '20 lo convinse ad abbandonare gli studi di giurisprudenza per dedicarsi all'attività di attore. Fece parte del "Gruppo dei Romanisti" insieme, tra gli altri, con Trilussa, Cesare Pascarella, Ettore Petrolini, Ceccarius e, dal 1933, ne ospitò le riunioni mensili nel suo studio a Palazzetto Patrizi in Via Margutta.
Alcuni suoi scritti apparvero nella Strenna dei Romanisti, di cui Jandolo fu redattore sin dal primo numero, nel 1940. Promosse, inoltre, un'associazione in favore del teatro romanesco.
Oltre all'attività letteraria, nel periodo del cinema muto Jandolo diresse tre film: Brescia leonessa d'Italia (1915), Altri tempi altri eroi (1916) e Susanna e i vecchioni (1916).
Lo scrittore C. W. Ceram (pseudonimo di Kurt Wilhelm Marek) nel suo libro più noto Civiltà sepolte racconta un'eccezionale esperienza dell'antiquario nel campo dell'archeologia etrusca. Ceram scrive che da ragazzo Augusto Jandolo aiutò il padre nell'apertura di un sarcofago etrusco. Dopo aver rimosso con una certa fatica la pesante copertura, Jandolo disse di aver visto qualcosa che non avrebbe più dimenticato: il corpo di un giovane guerriero in armatura (con elmo, asta, scudo e gambali) adagiato sul fondo del sarcofago, precisando che non vide lo scheletro, ma il suo corpo come se fosse stato appena posto nella tomba. Però, prosegue: «Fu la visione di un attimo. Tutto parve dissolversi al chiarore delle torce. L'elmo ruzzolò a destra, lo scudo circolare s'appiattì sul pettorale della corazza, i gambali presero posto uno a destra, l'altro a sinistra. A contatto dell'aria il corpo, intatto per secoli, si era polverizzato. C'era nell'aria, e intorno alle fiaccole sfavillanti, come un alone d'oro».
Morì nella città natale, a settantotto anni, nel 1952. Alla sua memoria è stata intitolata una via del rione Trastevere, adiacente al ristorante La Cisterna, ove si svolsero, a partire dal 1929, le prime riunioni dei Romanisti.

## Opere

### Poesia

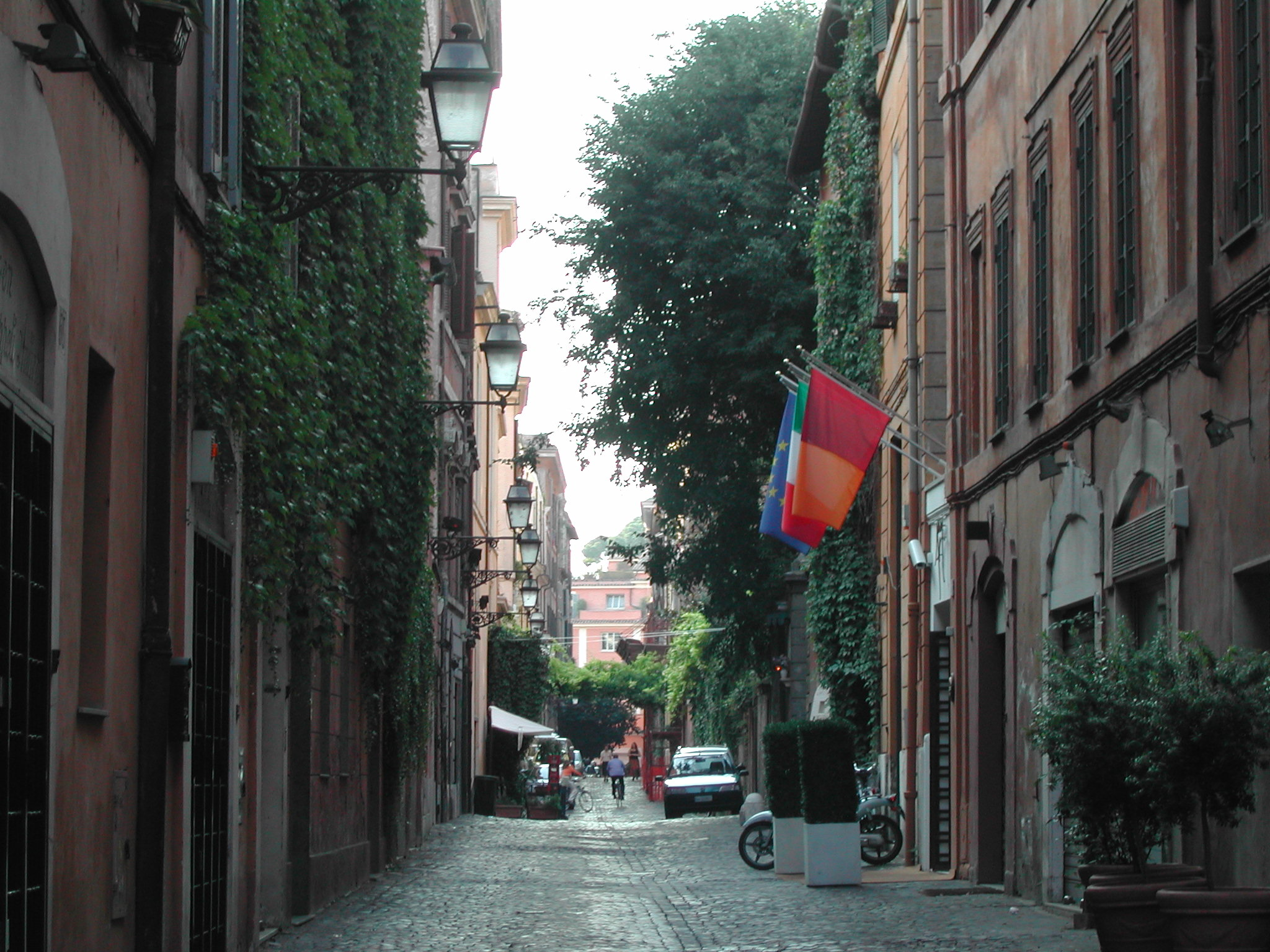
Roma, Via Margutta

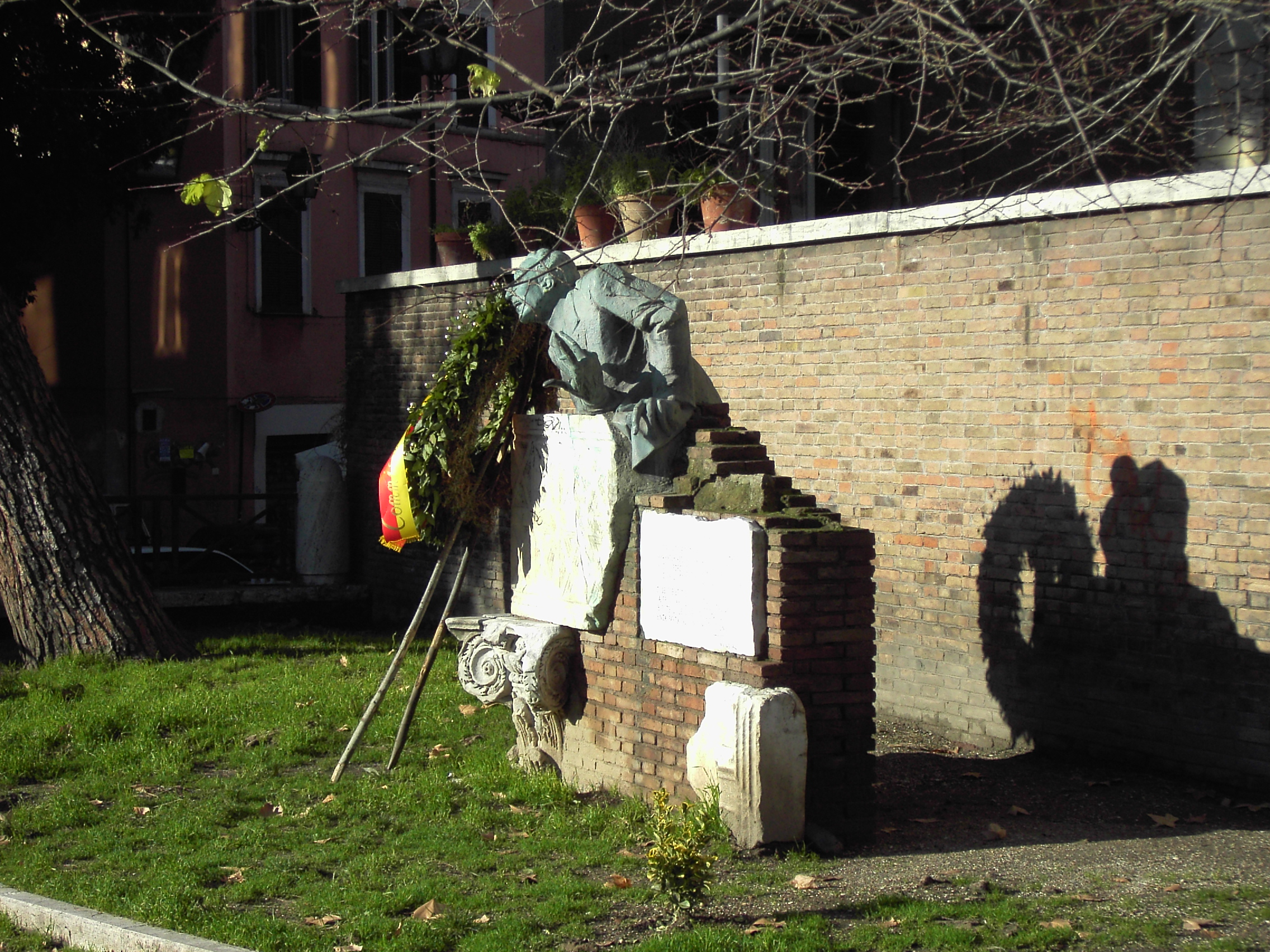
Roma, Piazza Trilussa, monumento a Trilussa nel quartiere Trastevere.

- Li busti ar Pincio: 50 sonetti romaneschi, Roma, Walter Modes Editore, 1907
- La Merca: quindici sonetti, Spoleto, Claudio Argentieri, 19..
- Er pastore innamorato, Roma, Tipografia Editrice Italia, 1932
- Misticanza, Roma, Franco Campitelli Editore, 1933
- Cento poesie vecchie e nuove, Milano, Casa Editrice Ceschina, 1939
- Torri del Lazio: trentotto liriche con illustrazioni originali dei pittori: Arcioni, Balla ..., Milano, Casa Editrice Ceschina, 1941

### Teatro
- Il pievano: bozzetto drammatico in un atto, Roma, Tipografia Lorenzo Filippucci, 1903
- Roma se sveja: dramma in 3 atti, Roma, Walter Modes, 1915
- Meo Patacca: commedia eroicomica in versi, Roma, Edizione della casa d'arte Bragaglia, 1921
- Ghetanaccio: scene popolari della Roma papale, Roma, Casa Editrice "Roma", 1923
- Teatro romanesco, copertina e illustrazioni del pittore Ugo Ortona, Roma, Dialetti italici, 1925 (contiene tre testi: La commedia de Rugantino, Roma se sveja, Ghetanaccio)
- Gioacchino Belli: tre momenti della vita del poeta, Roma, F.lli Palombi, 1937

### Romanzi, saggi e memorialistica
- Le memorie di un antiquario, Milano, Casa Editrice Ceschina, 1935
- Il segreto della piramide: romanzo storico del tempo dei Cenci, Milano, Casa Editrice Ceschina, 1939
- Cesare Pascarella: il mistero della sua casa - gli aneddoti - i disegni inediti, Collana dei Romanisti, Roma, Aristide Staderini, 1940
- Via Margutta, Milano, Casa Editrice Ceschina, 1940
- Tra la storia e la vita. Visioni sceneggiate, Milano, Casa Editrice Ceschina, 1942
- Nojantri, Collana dei Romanisti, Roma, Aristide Staderini, 1945
- Antiquaria, Milano, Casa Editrice Ceschina, 1947
- Aneddotica: seguito alle "Memorie di un antiquario" e ad "Antiquaria", Milano, Casa Editrice Ceschina, 1949
- Studi e modelli di via Margutta (1870-1950), Milano, Casa Editrice Ceschina, 1953